# Sparta (Geórgia)
Sparta é uma cidade localizada no estado americano de Geórgia, no Condado de Hancock.

## Demografia
Segundo o censo americano de 2000, a sua população era de 1522 habitantes.
Em 2006, foi estimada uma população de 1325, um decréscimo de 197 (-12.9%).

## Geografia
De acordo com o United States Census Bureau tem uma área de
4,7 km², dos quais 4,7 km² cobertos por terra e 0,0 km² cobertos por água. Sparta localiza-se a aproximadamente 170 m acima do nível do mar.

## Localidades na vizinhança
O diagrama seguinte representa as localidades num raio de 32 km ao redor de Sparta.